# 호베르투 카를루스
호베르투 카를루스 다 시우바 호샤(포르투갈어: Roberto Carlos da Silva Rocha, 1973년 4월 10일 ~)는 브라질의 은퇴한 축구 선수이다. 그는 브라질에서 공격수로 시작했지만, 현역 대부분을 왼쪽 풀백으로 활약했는데, 그는 "축구 역사상 가장 공격적인 좌측 수비수"라는 수식어가 붙었다.
그는 시속 169km 이상으로 측정된 감아차는 프리킥을 찬 것으로 총알탄 사나이 (El Hombre Bala) 라는 별칭이 붙었다. 그는 체력, 주력, 기술적 능력, 공 배급 능력, 긴 공 투척, 그리고 61cm 두께의 허벅지로 알려져 있다. 1997년, 그는 FIFA 올해의 선수 2위에 이름을 올렸다. 역사상 최고의 좌측 수비수들 중 한 명으로 묘사되는 그는 FIFA 월드컵 드림팀의 일원으로 선정되었고, 2004년에는 펠레의 선정에 따라 세계 최고 축구인의 목록인 FIFA 100에 이름이 올랐다.
호베르투 카를루스는 1992년부터 브라질 국가대표팀 일원으로 활약했다. 그는 세 차례 FIFA 월드컵에 참가해 프랑스에서 열린 1998년 대회의 준우승과 대한민국/일본에서 개최된 2002년 대회에서 우승을 거두는 데 일조했다. 그는 1998년과 2002년에 FIFA 월드컵 올스타 팀의 일원으로 선정되었다.
리그에서 그는 1996년부터 레알 마드리드 소속으로 활약해 성공적인 11시즌을 보내며 584경기에 나서서 71골을 기록했다. 그는 마드리드에서 4번의 라 리가와 3번의 UEFA 챔피언스리그 우승을 경험했다. 2013년 4월, 그는 마르카지에 의해 "레알 마드리드 역사상 최우수 외국인 11명 명단"에 이름을 올린 한 명이 되었다. 2012년 8월, 그는 39세의 나이로 현역 은퇴를 선언했다. 호베르투 카를루스는 감독 생활을 시작해 2013년 6월에 터키 쉬페르리그의 시바스스포르 감독이 되었다. 그러나, 2014년 12월, 그는 감독직을 내려놓았다. 2015년 7월, 그는 인도 슈퍼리그의 델리 다이너모스의 선수 겸 감독으로 취임했다.

## 사생활
2005년 6월 24일, 호베르투 카를루스는 라디오 생방송 인터뷰 도중 무장 강도 2명에게 도둑맞았다. 괴한들은 그에게 해를 끼치지 않았지만, 그의 손목시계와 사회자의 휴대전화를 가져갔다.
2005년 8월 2일, 그는 스페인과 브라질의 이중 국적을 취득했다. 이로써 레알 마드리드는 그를 유럽 연합 국적의 선수로 분류해 비 유럽 연합 국적의 선수를 한 명 더 영입할 수 있게 해주었고, 레알 마드리드는 같은 브라질 국적의 거물 호비뉴를 영입할 수 있게 되었다. 호베르투 카를루스는 슬하에 아들 주앙 아폰수를 두고 있다. 그의 38번째 생일에 술레이만 케리모프 안지 마하치칼라 구단주로부터 부가티 베이론을 선물받았다.

## 클럽 경력

### 초기 경력
저는 자취를 잊어서는 안된다는 생각에 작은 우니앙 상주앙을 포함해 제가 활동했던 모든 구단들에게 빚을 졌습니다. 그러나 저는 1992년에 저의 입단을 허락해 스페인 원정에 동행시켜준 아틀레치쿠 미네이루에게도 빚을 졌습니다. 그래서, 저는 이 중요한 전환점을 주어 유럽행 문을 두드려준 구단에 감사하기로 결심했습니다.
호베르투 카를루스는 상파울루 주 아라라스를 연고로 하는 우니앙 상주앙에서 프로 무대에 첫 발을 디뎠다. 1992년, 불과 19세의 나이에 상대적으로 소규모 구단에서 활약하면서도 브라질 국가대표팀에 처음으로 차출되었다. 1992년 8월, 19세의 호베르투 카를루스는 임대로 아틀레치쿠 미네이루에 입단했고, 구단의 유럽 원정에 합류했다. 이 원정에 2군 선수들도 동행했는데, 구단은 이 시기에 남아메리카 무대에서 사상 첫 코파 CONMEBOL을 정조준하고 있었다. 구단은 이 원정을 통해 다수의 선수를 실험하고, 두각을 나타낸 선수를 1군에 합류시키려 했다. 호베르투 카를루스는 이탈리아에서 치른 처음 두 경기에 결장했지만, 8월 27일, 스페인 예이다와의 트로페우 시우타트 데 예이다 경기에 90분 출전했다. 그는 이어지는 로그로뇨에서 로그로녜스와 아틀레틱 빌바오와의 경기에 두 번 더 출전했다. 2014년에 은퇴하기 전, 호베르투 카를루스는 이 기회를 준 아틀레치쿠 미네이루에 감사를 표했다.
1993년, 호베르투 카를루스는 파우메이라스로 이적해 2시즌을 보내며 브라질 리그 2연패를 공헌했다. 1995년에 애스턴 빌라 입단에 근접했던 호베르투 카를루스는 세리에 A의 인테르나치오날레행을 선택했고, 흑청 군단 (Nerazzurri) 소속으로 1년을 보냈다. 그는 비첸차와의 경기에서 신고식을 치러 27미터 프리킥으로 1-0 결승골을 넣었다. 그러나 인테르나치오날레에서의 시즌은 부진했는데, 소속 구단은 세리에 A를 7위로 마무리했다.
2005년 5월호에 수록된 포포투와의 인터뷰에서 호베르투 카를루스는 로이 호지슨 당시 인테르나치오날레 감독이 그를 측면 공격수로 기용하려 했지만, 카를루스는 좌측 수비수로 계속 뛰기 원했다고 밝혔다. 카를루스는 마시모 모라티 인테르나치오날레 구단주에게 "문제를 해결할 수 있을지 살펴봤지만 해결책이 떠나는 것 밖에는 없다"라고 말을 건냈다.

### 레알 마드리드
호베르투 카를루스는 [좌측] 측면 전체를 혼자서 담당할 수 있습니다.
호베르투 카를루스는 1996년에 시즌이 종료된 후 레알 마드리드에 합류해 등번호 3번을 받아 1996-97 시즌을 기점으로 2006-07 시즌까지 주전 좌측 수비수로 활약했다. 마드리드에서 11년을 보내면서, 그는 모든 대회를 통틀어 584경기에 출전해 71골을 기록했다. 그는 레알 마드리드의 라 리가 최다 출전 외국인 선수로 370번의 경기에 나섰고, 2006년 1월에 알프레도 디 스테파노가 세운 종전의 329경기 출전 기록을 경신했다. 레알 마드리드에서 호베르투 카를루스는 밀란과 이탈리아 국가대표팀 거물 파올로 말디니와 더불어 세계 최고의 좌측 수비수로 손꼽혔다. 화려한 경력의 선수이자 선수단 내에서 가장 영향력 있는 선수들 중 한 명으로, 호베르투 카를루스는 플로렌티노 페레스 회장의 1번째 임기의 은하 군단 주축이었다.
그는 마드리드에서 4번의 라 리가 우승을 거두었고, 1998년, 2000년, 그리고 2002년에 UEFA 챔피언스리그 결승전에 모두 출전해 우승에 일조했으며, 2002년 결승전에는 UEFA 챔피언스리그 역사상 최고의 골로 회자되는 지네딘 지단의 결승골을 도왔다. 호베르투 카를루스는 2002년과 2003년에 UEFA 올해의 수비수로 선정되었고, UEFA 올해의 팀 일원으로도 꼽혔다. 레알 마드리드에서의 말년에는 라울과 구티에 이어 구단의 삼주장으로 임명되었다. 본연의 좌측 수비에서 앞으로 나가 공격에 가담하려는 경향이 있는 그는 수 차례 멋진 골을 뽑아냈는데, 1998년 2월, 그는 테네리페와의 코파 델 레이 경기에서 왼발로 경기장 끄트머리에서 감겨 돌아가는 슛으로 골을 넣었는데, 이는 "불가능한 골"로 묘사된다.
최고로 프리킥을 잘 차는 사람인 것 외에도 그[호베르투 카를루스]는 최고의 좌측 수비수이기도 합니다. 그는 레알 마드리드의 UEFA 챔피언스리그 우승에 모두 크게 일조했습니다.
2002-03 시즌 최종전에서 마드리드는 레알 소시에다드를 제치고 29번째 라 리가 우승을 차지하기 위해 아틀레틱 빌바오를 제압해야 했는데, 카를루스는 전반 추가 시간 2분에 프리킥으로 득점을 올려 하얀 군단이 2-1로 앞서나가게 만들었다. 레알 마드리드는 이후 쐐기골에 힘입어 3-1 완승을 거두고 우승을 차지했다. 2003년 12월 6일, 호베르투 카를루스는 캄 노우에서 벌어진 바르셀로나와의 고전 더비에서 선제골을 넣어 20년만의 라 리가 고전 더비 첫 원정승을 견인했다.
2007년 3월, 바이에른 뮌헨과의 UEFA 챔피언스리그 16강 2차전에서, 호베르투 카를루스는 경기 시작과 함께 후방 패스에서 실수를 범해 바이에른 뮌헨의 하산 살리하미지치에게 공을 헌납하고 로이 마카이에게 10.12초의 UEFA 챔피언스리그 역대 최단시간 골을 내주었다. 호베르투 카를루스는 이 실수로 마드리드의 UEFA 챔피언스리그 탈락을 야기해 맹비난의 대상이 되었고, 그는 2007년 3월 9일에 2006-07 시즌 종료와 함께 계약이 끝나면 레알 마드리드를 떠날 것임을 선언했다. 그가 레알 마드리드에서 기록한 마지막 골은 레크레아티보전 추가시간 골로 2006-07 시즌 리그 3경기를 남기고 터졌다. 이 골은 레알 마드리드의 30번째 리그 우승에 큰 영향을 끼쳤는데, 레알 마드리드는 바르셀로나와 승점 동률을 이루었지만, 상대 전적 원칙에 따라 우승을 차지했다. 마드리드는 산티아고 베르나베우에서 벌어진 마요르카와의 최종전이자 호베르투 카를루스의 고별전에서 3-1로 이겨 라 리가 우승을 차지했다.

### 페네르바흐체

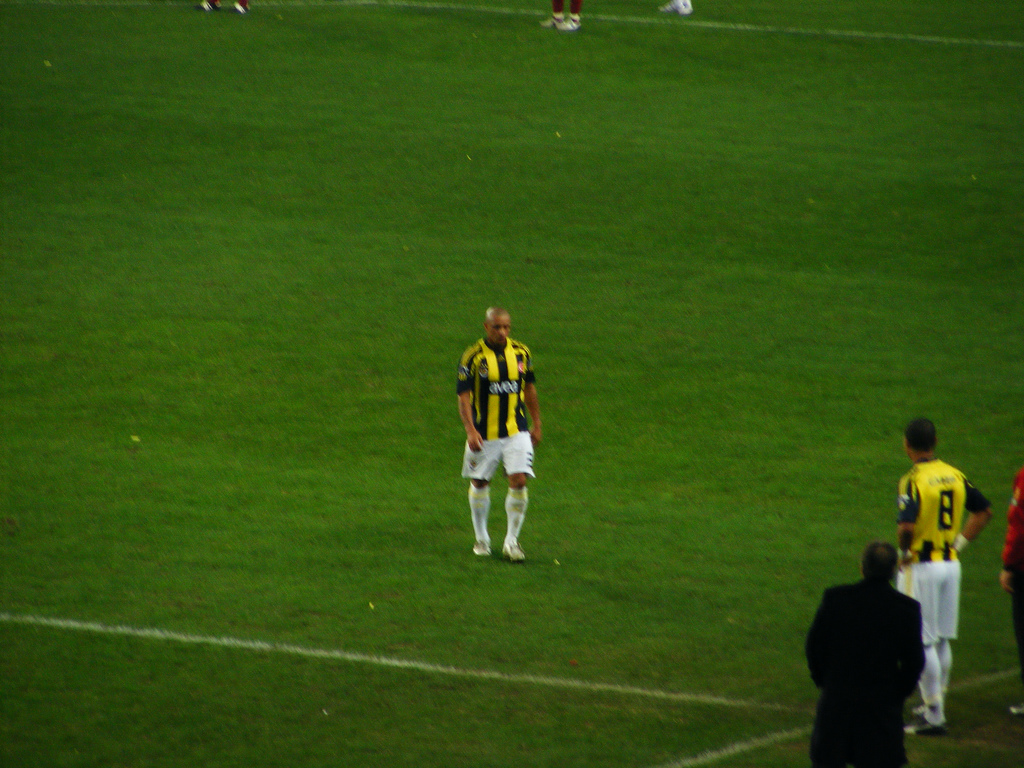
2008년 4월, 페네르바흐체의 호베르투 카를루스

2007년 6월 19일, 호베르투 카를루스는 터키 쉬페르리그 우승을 거둔 페네르바흐체와 2년 (1년 연장 조항도 붙여서) 계약을 체결했다. 그는 수천명의 지지자들이 웅집한 구단의 안방 쉬크리 사라졸루에서 입단식을 치렀다. 호베르투 카를루스는 페네르바흐체에서 치른 첫 경기에서 베식타시를 2-1로 꺾고 TFF 쉬페르쿠파 우승을 거두었다. 2007년 8월 25일, 그는 시바스스포르와의 리그 경기에서 페네르바흐체에서 첫 골을 머리로 넣었는데, 이는 불과 그가 머리로 넣은 3번째 골이었다. 그는 시즌 말에 부상을 당해 페네르바흐체가 갈라타사라이와 리그 우승 경쟁을 벌이는 과정에 빠지게 되었다. 결국 그의 소속 구단은 숙적에게 우승을 내주었지만, 다음 시즌 UEFA 챔피언스리그 예선 진출권을 확보했다. 그는 최종 성적이 만족스럽지 못하지만 쉬크뤼 사라졸루에 국내 대회 우승컵을 가져오기 위해 최선을 다할 것임을 밝혔다.
2009년 10월 7일, 호베르투 카를루스는 2009년 12월에 계약이 만료되면 페네르바흐체를 떠날 것임을 밝혔다. 그는 무보수로 레알 마드리드에 복귀할 제의를 받았지만, 브라질 국내로 복귀할 가능성도 있다고 밝혔고, 11월 25일에 공식적으로 떠날 것임을 밝혔다. 그의 페네르바흐체 고별전은 12월 17일 경기로, 셰리프 티라스폴과의 UEFA 유로파리그 경기에 막판 교체로 출전했다.

### 코린치앙스

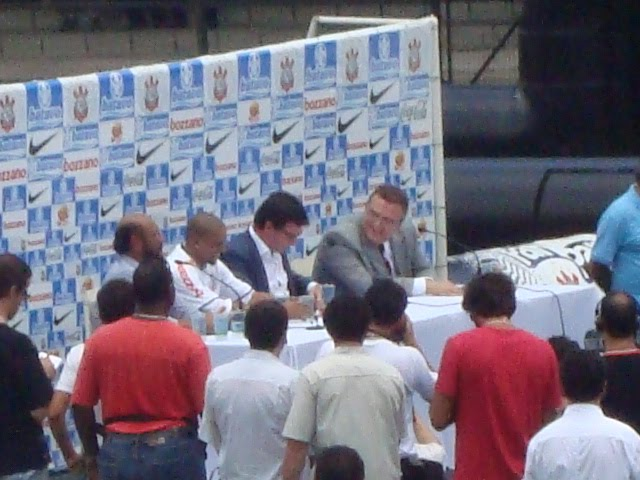
코린치앙스 입단식의 호베르투 카를루스

호베르투 카를루스는 2010년에 코린치앙스에 입단하여 15년만에 브라질 무대에 복귀해 그의 친구이자 전 레알 마드리드 동료 호나우두와 재회했다. 2010년 6월 4일, 호베르투 카를루스는 인테르나시오나우와의 경기에서 골을 기록해 코린치앙스가 캄페오나투 브라질레이루 세리이 A 선두로 올라갔다. 큰 팀은 경기를 2-0으로 이겼다. 2011년 1월 16일, 호베르투 카를루스는 포르투게자와의 경기에서 코너킥을 그대로 골로 연결하는 인상적인 골을 기록했다. 코파 리베르타도레스에서 콜롬비아의 톨리마에게 패하며 지지자들의 협박으로 위협을 느낀 호베르투 카를루스는 구단에 방출을 요청했고, 코린치앙스 구단 관계진들은 이를 즉시 수락했다.

### 안지 마하치칼라
2011년 2월 12일, 호베르투 카를루스는 러시아 프리미어리그의 안지 마하치칼라와 2년 반 계약을 맺었고, 규모는 약 €10M으로 책정되었다. 수비형 미드필더로 활약하는 호베르투 카를루스는 3월 8일에 안지의 주장으로 명명되었다. 4월 25일, 그는 2-2로 비긴 디나모 모스크바전에서 안지 1호골을 기록했는데, 58분에 페널티 킥을 성공시켰다. 4월 30일, 그는 로스토프전에서 페널티킥으로 2호골을 넣어 1-0 승리에 일조했고, 6월 10일에는 스파르타크 날치크를 상대로 20분에 3호골을 기록해 2-0 승리에 공헌했다.
2011년 9월 11일, 호베르투 카를루스는 2-1로 이긴 볼가 니즈니 노보고로드와의 경기에서 4호골을 기록했다. 호베르투 카를루스는 안지에서의 1년차에 28경기 출전 5골을 기록했다. 9월 30일, 그는 가지 가지예프 감독이 경질되면서 안드레이 고르데예프 감독이 대행 감독으로 임명되기 전까지 안지의 감독 대행을 맡았다. 호베르투 카를루스는 2012년 말에 은퇴할 계획을 밝혔지만, 안지의 현장에서 계속 근무했다. 2012년 8월, 휘스 히딩크 안지 감독은 모스크바의 기자 회견에서 "호베르투는 세계구급 축구 선수입니다. 모든 도사의 경력은 언젠가는 끝이 납니다."라고 말하며 그의 은퇴를 확인시켰다.

#### 러시아의 인종차별
2011년 3월, 제니트와의 원정 경기에서, 깃발 들어올리기 행사가 진행중일 때 한 관중이 카를루스에게 바나나를 투척했다. FC 크릴리아 소베토프 사마라와의 6월 원정 경기에서는 호베르투 카를루스가 골키퍼로부터 패스를 받자 공을 건내려 할 즘에 바나나가 경기장에 투척되어, 근처에 떨어졌다. 38세의 브라질인은 이 바나나를 주어 경기장 밖으로 던쳤고, 경기가 종료되기 전에 관중석에 손가락 두 개를 세워 3월 이래 2번째 발생한 일임을 강조하며 경기장을 퇴장했다.

## 국가대표팀 경력

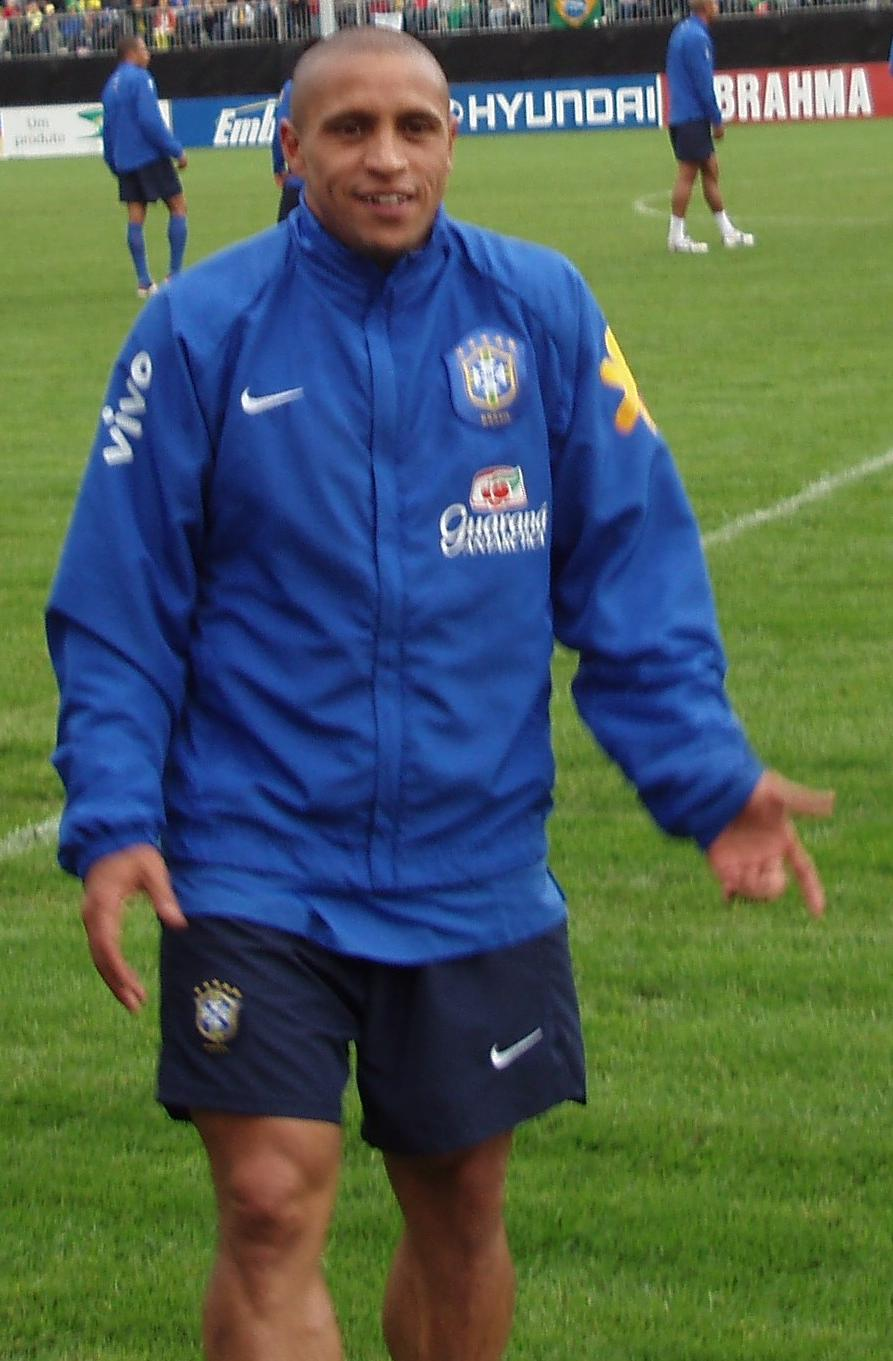
2006년, 브라질 국가대표팀의 호베르투 카를루스

호베르투 카를루스는 브라질 국가대표팀 일원으로 125경기에 출전하여 11골을 기록했다. 그는 브라질을 대표로 3번의 FIFA 월드컵과 4번의 코파 아메리카, 1997년 FIFA 컨페더레이션스컵, 그리고 1996년 하계 올림픽에 참가했다.
그는 프랑스와의 1997년 투르누아 드 프랑스 개막전에서 기록한 프리킥으로 유명하다. 그는 중앙 우측 35m 지점에서 왼발로 강하게 차 골을 넣었다. 공은 감겨서 우측 9m 옆의 볼보이가 공에 맞을까봐 본능적으로 고개를 숙일 정도였다. 대신, 공은 궤적을 다시 꺾어 목표물을 강타했고, 그 자리에 가만히 서 있던파비앵 바르테즈 골키퍼는 그져 놀랄 뿐이었다. 그가 기록한 이 골은 역사상 최고의 프리킥으로 손꼽힌다. 2010년, 몇 명의 프랑스 과학자들이 공의 궤적에 대해 설명하는 논문을 발표했다.

호베르투 카를루스가 1997년 투르누아 드 프랑스에서 프랑스를 상대로 기록한 소위 '바나나슛'의 궤적 도면

1998년 FIFA 월드컵에서 그는 프랑스에 패한 결승전을 포함해 7경기에 모두 출전했다. 대한민국과 일본에서 열릴 2002년 FIFA 월드컵에서 파라과이와의 예선전 경기 이후 호세 루이스 칠라베르트가 호베르투 카를루스에게 침을 뱉었고, FIFA는 칠라베르트에 3경기 출장 정지 징계를 내려 FIFA 월드컵 본선 첫 경기를 관중석에서 보게 만들었다. 호베르투 카를루스는 본선 6경기에 출전해 중국을 상대로 프리킥 골을 터뜨렸고, 브라질이 2-0으로 이긴 독일과의 결승전에서 선발로 출전했다. 대회 후 그는 올스타 팀 명단에 자신의 이름을 올렸다.
호베르투 카를루스가 참가한 다음 국제대회는 2006년 FIFA 월드컵이었다. 2006년 7월, 브라질이 8강에서 프랑스에 0-1로 패한 후, 그는 "저는 국가대표팀과의 동행을 그만두었습니다. 이 경기는 제 마지막 경기였습니다"라며 국가대표팀 은퇴를 선언했다. 그는 티에리 앙리가 결승골을 기록하는 과정에 적극적으로 그를 견제하지 못한데 대해 브라질 언론과 지지자들의 비난의 포화를 받아 브라질 국가대표로 활약하지 않을 것임을 밝혔다.
2010년 1월에 코린치앙스로 이적했을 때, 호베르트 카를루스는 TV 글로부를 통해 그는 브라질 무대로의 복귀가 국가대표팀 재차출에 영향을 미치고, 둥가 감독이 좌측 수비를 누구로 할 것인지 정하지 않음에 따라 2010년 FIFA 월드컵에 참가할 의사를 밝혔다. 그러나, 그는 2010년 5월 11일까지 FIFA에 제출된 30인 예비 명단에서 호나우지뉴와 호나우두와 함께 제외되었다. 호베르투 카를루스는 FIFA 월드컵에 참가할 둥가의 23인 최종 명단에 이름을 올리지 못했다. 대신, 브라질의 신예 미셰우 바스투스가 좌측 수비를 담당하게 되었다.

### 국가대표팀 득점 기록
아래의 점수에서 왼쪽의 점수가 브라질의 점수이다.
| #   | 날짜             | 경기장                                    | 상대           | 점수 | 최종결과 | 대회                      |
| --- | ---------------- | ----------------------------------------- | -------------- | ---- | -------- | ------------------------- |
| 1.  | 1995년 6월 6일   | 구디슨 파크, 리버풀, 잉글랜드             | 일본           | 3–0  | 3–0      | 엄브로 컵                 |
| 2.  | 1997년 6월 3일   | 스타드 드 제를랑, 리옹, 프랑스            | 프랑스         | 1–0  | 1–1      | 투르누아 드 프랑스        |
| 3.  | 1997년 6월 8일   | 스타드 드 제를랑, 리옹, 프랑스            | 이탈리아       | 2–1  | 3–3      | 투르누아 드 프랑스        |
| 4.  | 1999년 6월 26일  | 아레나 다 바이샤다, 쿠리치바, 브라질      | 라트비아       | 2–0  | 3–0      | 친선경기                  |
| 5.  | 1999년 10월 9일  | 암스테르담 아레나, 암스테르담, 네덜란드   | 네덜란드       | 1–0  | 2–2      | 친선경기                  |
| 6.  | 2001년 8월 9일   | 아레나 다 바이샤다, 쿠리치바, 브라질      | 파나마         | 5–0  | 5–0      | 친선경기                  |
| 7.  | 2002년 6월 8일   | 제주 월드컵 경기장, 서귀포, 대한민국      | 중화인민공화국 | 1–0  | 4–0      | 2002년 FIFA 월드컵        |
| 8.  | 2003년 10월 12일 | 워커스 경기장, 레스터, 잉글랜드           | 자메이카       | 1–0  | 1–0      | 친선경기                  |
| 9.  | 2005년 2월 9일   | 홍콩 스타디움, 완자이, 홍콩               | 홍콩           | 2–0  | 7–1      | 2005년 구정컵             |
| 10. | 2005년 6월 8일   | 엘 모누멘탈, 부에노스아이레스, 아르헨티나 | 아르헨티나     | 3–1  | 3–1      | 2006년 FIFA 월드컵 예선전 |
| 11. | 2005년 10월 12일 | 이스타지우 다 쿠루주, 벨렝, 브라질        | 베네수엘라     | 2–0  | 3–0      | 2006년 FIFA 월드컵 예선전 |

## 매체
호베르투 카를루스는 미국 스포츠 용품 회사인 나이키의 광고에 몇 차례 출연했다. 1998년, 그는 1998년 FIFA 월드컵을 앞두고 호나우두와 호마리우를 비롯한 몇 명의 브라질 국가대표팀 동료들과 공항에서 나이키 광고를 찍었다.
대한민국과 일본에서 열린 2002년 FIFA 월드컵 기간을 앞두고 전세계적으로 방영된 테리 질리엄 감독의 "비밀 대회" ("전갈 KO"로 명명) 나이키 광고에 티에리 앙리, 프란체스코 토티, 호나우지뉴, 루이스 피구, 그리고 일본의 나카타 히데토시와 함께 출연했고, 전 선수였던 에리크 캉토나가 대회 "심판"을 맡았다.
호베르투 카를루스는 펩시 광고에도 몇 차례 출전했고, 2002년 FIFA 월드컵에 방영된 펩시 광고에서는 데이비드 베컴, 라울, 그리고 잔루이지 부폰과 함께 스모 선수들을 상대했다.
호베르투 카를루스는 EA 스포츠의 전자오락 FIFA 시리즈에도 등장했고, 그는 맨체스터 유나이티드의 측면 미드필더 라이언 긱스와 유벤투스의 미드필더 엣하르 다비츠와 함께 FIFA 풋볼 2003의 표지를 장식했다. 그는 FIFA 15의 궁극의 전설적인 선수들 중 한 명으로 명명되었다.
2015년, 아케이드 오락 제작사 코나미가 자사의 축구 전자오락인 프로 에볼루션 사커 2016에서 새 전설 선수들 중 한 명으로 그를 공개했다.
2016년, 호베르투 카를루스는 전세계의 감독들과 선수들을 연결하는 징가 스카우트 프로그램을 발매했다.

## 감독 경력

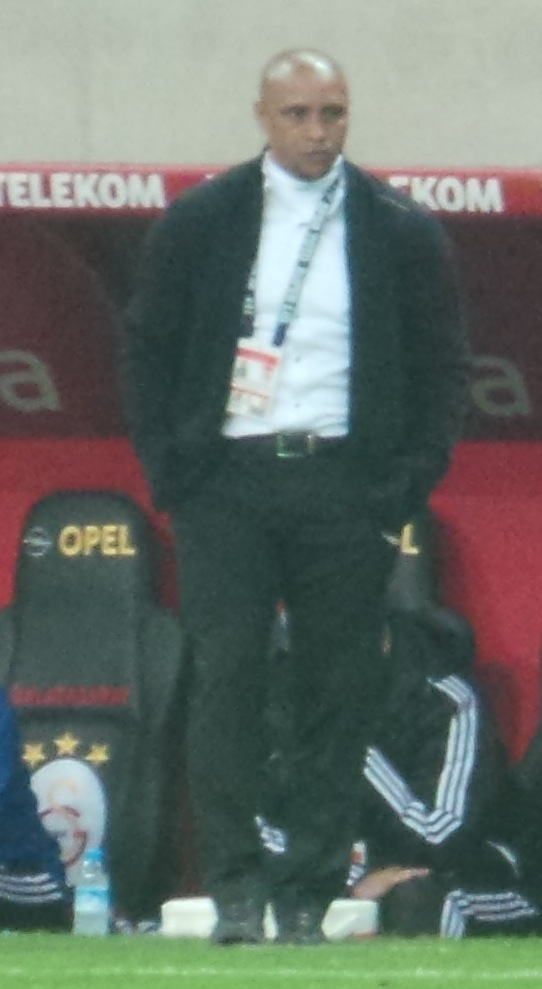
2013년, 시바스스포르의 호베르투 카를루스

### 안지 마하치칼라
호베르투 카를루스는 2012년 초에 안지 마하치칼라의 단기간 감독 대행을 맡았었다. 그는 휘스 히딩크 감독과 함께 사임한 것으로 비난의 대상이 되었다.

### 시바스스포르
2013년 6월, 호베르투 카를루스는 터키 쉬페르리그의 시바스스포르 감독으로 취임했다. 2014년 12월 21일, 이스탄불 바샥셰히르전 패배 후, 그는 구단에 사표를 제출했다.

### 악히사르 벨레디예스포르
2015년 1월 2일, 호베르투 카를루스는 악히사르 벨레디예스포르의 감독으로 임명되었다.

### 델리 다이너모스
터키에서 시즌을 마감한 호베르투 카를루스는 카타르 스타스 리그의 알아라비에 합류하기로 예정되었으나, 협상의 중단으로 카타르 구단에 합류하지 않았다. 이후, 2015년 7월 5일, 그는 인도 슈퍼리그의 2015 시즌을 치르기 위해 델리 다이너모스의 지휘봉을 잡은 것으로 밝혀졌다.
시즌 종료 후, 그는 2016년에 델리 다이너모스의 감독직을 계속 맡지 않을 것임을 천명했다.

## 경력 통계

### 클럽
| 구단 기록 | 구단 기록        | 구단 기록           | 리그 | 리그 | 컵               | 컵               | 대륙       | 대륙       | 합계 | 합계 |
| 시즌      | 구단             | 리그                | 출장 | 골   | 출장             | 골               | 출장       | 골         | 출장 | 골   |
| 브라질    | 브라질           | 브라질              | 리그 | 리그 | 코파 두 브라지우 | 코파 두 브라지우 | 남아메리카 | 남아메리카 | 합계 | 합계 |
| --------- | ---------------- | ------------------- | ---- | ---- | ---------------- | ---------------- | ---------- | ---------- | ---- | ---- |
| 1993      | 파우메이라스     | 세리이 A            | 20   | 1    | 5                | 0                | –          | –          | 321  | 1    |
| 1994      | 파우메이라스     | 세리이 A            | 24   | 2    | 3                | 0                | 6          | 1          | 33   | 3    |
| 1995      | 파우메이라스     | 세리이 A            | 0    | 0    | 4                | 1                | 9          | 3          | 13   | 4    |
| 이탈리아  | 이탈리아         | 이탈리아            | 리그 | 리그 | 코파 이탈리아    | 코파 이탈리아    | 유럽       | 유럽       | 합계 | 합계 |
| 1995–96   | 인테르나치오날레 | 세리에 A            | 30   | 5    | 2                | 1                | 2          | 1          | 34   | 7    |
| 스페인    | 스페인           | 스페인              | 리그 | 리그 | 코파 델 레이     | 코파 델 레이     | 유럽       | 유럽       | 합계 | 합계 |
| 1996–97   | 레알 마드리드    | 라 리가             | 37   | 5    | 5                | 0                | –          | –          | 42   | 5    |
| 1997–98   | 레알 마드리드    | 라 리가             | 35   | 4    | 1                | 1                | 9          | 2          | 45   | 7    |
| 1998–99   | 레알 마드리드    | 라 리가             | 35   | 5    | 4                | 0                | 8          | 0          | 47   | 5    |
| 1999–2000 | 레알 마드리드    | 라 리가             | 35   | 4    | 3                | 0                | 17         | 4          | 55   | 8    |
| 2000–01   | 레알 마드리드    | 라 리가             | 36   | 5    | 0                | 0                | 14         | 4          | 50   | 9    |
| 2001–02   | 레알 마드리드    | 라 리가             | 31   | 3    | 6                | 1                | 13         | 2          | 50   | 6    |
| 2002–03   | 레알 마드리드    | 라 리가             | 37   | 5    | 1                | 0                | 15         | 1          | 53   | 6    |
| 2003–04   | 레알 마드리드    | 라 리가             | 32   | 5    | 7                | 1                | 8          | 2          | 47   | 8    |
| 2004–05   | 레알 마드리드    | 라 리가             | 34   | 3    | 2                | 0                | 10         | 1          | 46   | 4    |
| 2005–06   | 레알 마드리드    | 라 리가             | 35   | 5    | 3                | 1                | 7          | 0          | 45   | 6    |
| 2006–07   | 레알 마드리드    | 라 리가             | 23   | 3    | 1                | 0                | 8          | 0          | 32   | 3    |
| 터키      | 터키             | 터키                | 리그 | 리그 | 튀르키예 쿠파스  | 튀르키예 쿠파스  | 유럽       | 유럽       | 합계 | 합계 |
| 2007–08   | 페네르바흐체     | 쉬페르리그          | 22   | 2    | 3                | 0                | 9          | 0          | 34   | 2    |
| 2008–09   | 페네르바흐체     | 쉬페르리그          | 32   | 4    | 8                | 2                | 10         | 1          | 50   | 7    |
| 2009–10   | 페네르바흐체     | 쉬페르리그          | 11   | 0    | 0                | 0                | 8          | 1          | 19   | 1    |
| 브라질    | 브라질           | 브라질              | 리그 | 리그 | 코파 두 브라지우 | 코파 두 브라지우 | 남아메리카 | 남아메리카 | 합계 | 합계 |
| 2010      | 코린치앙스       | 세리이 A            | 35   | 1    | –                | –                | 8          | 0          | 572  | 42   |
| 2011      | 코린치앙스       | 세리이 A            | 0    | 0    | –                | –                | 1          | 0          | 43   | 13   |
| 러시아    | 러시아           | 러시아              | 리그 | 리그 | 러시아 컵        | 러시아 컵        | 유럽       | 유럽       | 합계 | 합계 |
| 2011–12   | 안지 마하치칼라  | 러시아 프리미어리그 | 29   | 4    | 3                | 1                | –          | –          | 32   | 5    |
| 인도      | 인도             | 인도                | 리그 | 리그 | 컵               | 컵               | 아시아     | 아시아     | 합계 | 합계 |
| 2015      | 델리 다이너모스  | 인도 슈퍼리그       | 2    | 0    | —                | —                | —          | —          | 2    | 0    |
| 합계      | 브라질           | 브라질              | 79   | 4    | 12               | 1                | 24         | 4          | 139  | 13   |
| 합계      | 이탈리아         | 이탈리아            | 30   | 5    | 2                | 1                | 2          | 1          | 34   | 7    |
| 합계      | 스페인           | 스페인              | 370  | 47   | 33               | 4                | 109        | 16         | 512  | 67   |
| 합계      | 터키             | 터키                | 65   | 6    | 11               | 2                | 27         | 2          | 103  | 10   |
| 합계      | 러시아           | 러시아              | 29   | 4    | 3                | 1                | —          | —          | 32   | 5    |
| 경력 합계 | 경력 합계        | 경력 합계           | 573  | 66   | 61               | 9                | 162        | 23         | 820  | 102  |

- 수페르코파 데 에스파냐 출전 6경기(1997, 2001, 2003) 도 포함
- UEFA 슈퍼컵 출전 3경기(1998, 2000, 2002) 와 득점 1골(2002) 도 포함
- 인터콘티넨털컵 출전 3경기(1998, 2000, 2002) 와 득점 1골(2000) 도 포함
- TFF 쉬페르쿠파 출전 1경기(2007) 도 포함

1토르네이우 히우-상파울루 출전 7경기도 포함 

2캄페오나투 파울리스타 2010 출전 14경기 득점 3골도 포함 

3캄페오나투 파울리스타 2011 출전 3경기 득점 1골도 포함

### 국가대표팀
| 브라질 국가대표팀 | 브라질 국가대표팀 | 브라질 국가대표팀 |
| 연도              | 출장              | 골                |
| ----------------- | ----------------- | ----------------- |
| 1992              | 7                 | 0                 |
| 1993              | 5                 | 0                 |
| 1994              | 7                 | 0                 |
| 1995              | 13                | 1                 |
| 1996              | 4                 | 0                 |
| 1997              | 18                | 2                 |
| 1998              | 10                | 0                 |
| 1999              | 13                | 2                 |
| 2000              | 9                 | 0                 |
| 2001              | 7                 | 1                 |
| 2002              | 11                | 1                 |
| 2003              | 5                 | 1                 |
| 2004              | 12                | 0                 |
| 2005              | 9                 | 3                 |
| 2006              | 6                 | 0                 |
| 합계              | 125               | 11                |

### 감독
2015년 12월 20일 기준
| 구단                    | 취임           | 해임             | 기록 | 기록 | 기록 | 기록 | 기록  |
| 구단                    | 취임           | 해임             | 전   | 승   | 무   | 패   | 율 %  |
| ----------------------- | -------------- | ---------------- | ---- | ---- | ---- | ---- | ----- |
| 시바스스포르            | 2013년         | 2014년           | 60   | 23   | 9    | 28   | 38.33 |
| 악히사르 벨레디예스포르 | 2014년         | 2015년           | 18   | 5    | 6    | 7    | 27.78 |
| 델리 다이너모스         | 2015년 7월 5일 | 2015년 12월 20일 | 16   | 7    | 4    | 5    | 43.75 |
| 합계                    | 합계           | 합계             | 80   | 29   | 15   | 36   | 36.25 |

## 수상
| 파우메이라스 - 캄페오나투 브라질레이루 세리이 A: 1993, 1994 - 캄페오나투 파울리스타: 1993, 1994 - 토르네이우 히우-상파울루: 1993 · 레알 마드리드 - 라 리가: 1996–97, 2000–01, 2002–03, 2006–07 - 수페르코파 데 에스파냐: 1997, 2001, 2003 - UEFA 챔피언스리그: 1997–98, 1999–2000, 2001–02 - 인터콘티넨털컵: 1998, 2002 - UEFA 슈퍼컵: 2002 · 페네르바흐체 - TFF 쉬페르쿠파: 2007, 2009 · 브라질 - FIFA 월드컵 : 우승 (2002), 준우승 (1998) - 코파 아메리카: 1997, 1999 - FIFA 컨페더레이션스컵: 1997 - 하계 올림픽 동메달: 1996 · | - 볼라 지 프라타: 1993, 1994, 2010 - FIFA 올해의 선수 2위: 1997 - ESM 올해의 팀: 1996–97, 1997–98, 1999–00, 2000–01, 2001–02, 2002–03, 2003–04 - FIFA 월드컵 올스타 팀: 1998, 2002 - 트로페오 EFE: 1997–98 - UEFA 클럽 올해의 수비수: 2002, 2003 - UEFA 올해의 팀: 2002, 2003 - 발롱도르 2위: 2002 - 골든풋: 2008 - 브라질레이랑 올해의 팀: 2010 - FIFA 100: 2004 - 브라질 축구 박물관 명예의 전당 - 발롱도르 드림팀 실버 : 2020 |

## 같이 보기
- A매치 100경기 이상 출전한 축구 선수 명단